# Освалд Шпенглер
Освалд Шпенглер (на немски: Oswald Spengler) е германски философ и историк, един от основоположниците на философията на културата.

## Биография
Роден е на 29 май 1880 година в Бланкенбург, Германия. Завършва престижната гимназия „Латина“ в Хале, където изучава латински, старогръцки, както и основните европейски езици. Още в ученическите си години изпитва увлечение към математиката, а също и към историята и философията. Особено силно влияние върху него оказват идеите и творчеството на Фридрих Ницше.
След завършване на гимназия постъпва в Естествено-математическия факултет на университета в Хале. Известно време учи и в Мюнхенския университет, а по-късно специализира в Сорбоната. След завършване на образованието си защитава докторска дисертация върху древногръцкия мислител Хераклит.
През 1908 г. започва работа като учител в Хамбург. Скоро след това се премества в Мюнхен.
В периода 1918 – 1922 г. от печат излизат двете части от неговото най-значимо произведение „Залезът на Запада“ (Der Untergang des Abendlandes), което му носи световна слава. В него той излага своята теория за културно-историческия процес.
През 20-те години на XX век Шпенглер работи върху голямо философско съчинение, но не го завършва. В другите свои произведения той осмисля промените в историческото развитие на света след войната и очертава песимистичен образ на бъдещото на Европа. Шпенглер изразява открито презрението си към демокрацията и критикува пороците на тогавашното общество. Първоначално възлага надежди на Хитлер, но впоследствие отношенията му с националсоциалистите се усложняват и той се отвращава от нацизма.
Умира на 8 май 1936 година в Мюнхен на 55-годишна възраст.

## Философия и творчество
„Залезът на Запада“ е историческо произведение, синтез на политикономия, политика, наука, математика, скулптура и музика. Шпенглер прилага към явленията на културата използвания преди него от Гьоте морфологичен метод за естествените науки. Книгата описва различните значими култури в човешката история, които са подобни на биологичните организми: те се раждат, развиват, угасват и умират. Философът разграничава 8 главни културни формации и три главни естетически нагласи в Европейската култура: аполонова, магическа и фаустовска. Според него историята се развива циклично и е лишена от смисъл. Всяка култура е предопределена от своето наследство, своите ценности и чувството за съдбовност.
Други известни негови произведения са „Прусачество и социализъм“ (Preußentum und Sozialismus) и „Човекът и техниката“ (Der Mensch und die Technik). В „Прусачество и социализъм“ Освалд Шпенглер разглежда два вида социализъм: германски социализъм на подчиненост и единност на нацията зад обща идея, и английски социализъм, изобретен от Маркс, който дълги години живее в Лондон, Великобритания, почиващ на класово разделение. Освен това Шпенглер излага принципните различия между манталитета на прусака и англичанина – англичанинът разполага с практическа свобода, която го превръща вътрешно в духовен роб, цивилното му облекло изразява унификация на съвестта му, за него съществува единствено лично действие, не и лично мислене и при него е най-вече налице стадното чувство и пиратският инстинкт, въплътени в икономическата му система, почиваща на търговия. У немеца, в противовес на това, е налице подчиненост и градация според чина, а не според богатството и за него е толкова обидно да приема нареждане от по-низшестоящ, колкото за англичанина – от по-малко заможен.
Партийната система с нейните дрязги и фрагментираност Шпенглер също счита за английски прийом, гибелен за немския дух.
Освалд Шпенглер е вдъхновил многобройни автори: Томас Ман, Емил Чоран, Мартин Хайдегер, Лудвиг Витгенщайн, Реймон Арон, Арнолд Тойнби и други.

## Избрана библиография
- Der metaphysische Grundgedanke der heraklitischen Philosophie, 1904.
- Der Untergang des Abendlandes. Umrisse einer Morphologie der Weltgeschichte, Band 1: Wien 1918, Band 2: München 1922.
- Preußentum und Sozialismus, München 1919.
- Neubau des Deutschen Reiches. C. H. Beck, München 1924.
- Politische Pflichten der deutschen Jugend. Rede gehalten am 26. Februar 1924 vor dem Hochschulring deutscher Art in Innsbruck. C. H. Beck, München 1924.
- Der Mensch und die Technik. Beitrag zu einer Philosophie des Lebens. C. H. Beck, München 1931
- Politische Schriften. C. H. Beck, München 1932.
- Jahre der Entscheidung. Erster Teil. Deutschland und die weltgeschichtliche Entwicklung. C. H. Beck, München 1933.

### Посмъртни публикации
- Reden und Aufsätze von Oswald Spengler. Hrsg. von Hildegard Kornhardt. C. H. Beck, München 1937.
- Gedanken. Hrsg. von Hildegard Kornhardt. C. H. Beck, München 1941.
- Briefe. 1913 – 1936. In Zusammenarbeit mit Manfred Schröter hrsg. von Anton Mirko Koktanek. C. H. Beck, München 1963.
- Urfragen. Fragmente aus dem Nachlass. Unter Mitwirkung von Manfred Schröter hrsg. von Anton Mirko Koktanek. C. H. Beck, München 1965.
- Frühzeit der Weltgeschichte. Fragmente aus dem Nachlass. Unter Mitwirkung von Manfred Schröter hrsg. von Anton Mirko Koktanek. C. H. Beck, München 1966.
- Ich beneide jeden, der lebt. Die Aufzeichnungen »Eis heauton« aus dem Nachlaß. Mit einem Nachwort von Gilbert Merlio. Lilienfeld, Düsseldorf 2007. ISBN 978-3-940357-02-1.

## За него
- О.Э. Терехов. „Освальд Шпенглер и „консервативная революция“ в историографии ФРГ“. // Диалог со временем. Альманах интеллектуальной истории, 34, 2011.